# Huddersfield Town Association Football Club 2022-2023
Questa voce raccoglie le informazioni riguardanti lo Huddersfield Town Association Football Club nelle competizioni ufficiali della stagione 2022-2023.

## Maglie e sponsor
| Casa | Trasferta | Terza divisa |

Sponsor ufficiale: Utilita
Fornitore tecnico: Umbro

## Rosa

### Rosa 2022-2023
Rosa e numeri come da sito ufficiale. 
| N. |                        | Ruolo | Calciatore          |
| -- | ---------------------- | ----- | ------------------- |
| 1  | Rep. Ceca (bandiera)   | P     | Tomáš Vaclík        |
| 2  | Inghilterra (bandiera) | D     | Oliver Turton       |
| 3  | Inghilterra (bandiera) | D     | Luke Mbete          |
| 4  | Inghilterra (bandiera) | D     | Matty Pearson       |
| 6  | Inghilterra (bandiera) | C     | Jonathan Hogg       |
| 8  | Inghilterra (bandiera) | C     | Tino Anjorin        |
| 9  | Scozia (bandiera)      | C     | Jordan Rhodes       |
| 11 | Inghilterra (bandiera) | C     | Connor Mahoney      |
| 12 | Inghilterra (bandiera) | D     | Will Boyle          |
| 14 | Inghilterra (bandiera) | D     | Josh Ruffels        |
| 16 | Inghilterra (bandiera) | D     | Kaine Kesler-Hayden |
| 18 | Inghilterra (bandiera) | C     | David Kasumu        |
| 19 | Stati Uniti (bandiera) | C     | Duane Holmes        |
| 20 | Inghilterra (bandiera) | D     | Aaron Rowe          |

| N. |                               | Ruolo | Calciatore         |
| -- | ----------------------------- | ----- | ------------------ |
| 21 | Inghilterra (bandiera)        | P     | Lee Nicholls       |
| 22 | Inghilterra (bandiera)        | C     | Jack Rudoni        |
| 24 | Francia (bandiera)            | C     | Etienne Camara     |
| 25 | Inghilterra (bandiera)        | A     | Danny Ward         |
| 27 | Inghilterra (bandiera)        | A     | Tyreece Simpson    |
| 29 | Giamaica (bandiera)           | A     | Rolando Aarons     |
| 32 | Inghilterra (bandiera)        | D     | Tom Lees           |
| 33 | Giappone (bandiera)           | D     | Yuta Nakayama      |
| 35 | Mali (bandiera)               | C     | Brahima Diarra     |
| 38 | Inghilterra (bandiera)        | D     | Matthew Lowton     |
| 39 | Polonia (bandiera)            | D     | Michał Helik       |
| 41 | Australia (bandiera)          | P     | Nicholas Bilokapic |
| 45 | Guinea Equatoriale (bandiera) | D     | Charles Ondo       |
| 50 | Francia (bandiera)            | A     | Anthony Knockaert  |